# Notomastus daueri
Notomastus daueri är en ringmaskart som beskrevs av Ewing 1982. Notomastus daueri ingår i släktet Notomastus och familjen Capitellidae. Inga underarter finns listade i Catalogue of Life.